# Agustín Doffo
Agustín Doffo (Oliva, 25 maggio 1995) è un calciatore argentino, centrocampista dell'Olimpia Lubiana.

## Caratteristiche tecniche
È un centrocampista offensivo, che può giocare sia da trequartista che da ala in un tridente offensivo.

## Carriera
Cresciuto nelle giovanili del Vélez, esordisce in prima squadra il 23 maggio 2015 subentrando all'86' a Nicolás Delgadillo nel corso del match vinto 3-1 contro il Banfield.

## Palmarès

### Club

#### Competizioni nazionali
- Campionato sloveno: 2

Olimpia Lubiana: 2022-2023, 2024-2025
- Coppa di Slovenia: 1

Olimpia Lubiana: 2022-2023